# Senhit
Senhit, pseudonimo di Senhit Zadik Zadik (Bologna, 1º ottobre 1979), è una cantante italiana.
Ha rappresentato San Marino all'Eurovision Song Contest 2011 con il brano Stand By; prima della cancellazione era stata scelta dal Titano anche per l'Eurovision Song Contest 2020 con Freaky!, ma è stata successivamente riconfermata come rappresentante nazionale per l'edizione del 2021, con la canzone Adrenalina.

## Biografia
Bolognese, di genitori eritrei, si diploma alla fine degli anni novanta come tecnico grafico pubblicitario. Durante gli studi coltiva la passione per la musica ed il teatro. Allo stesso tempo gioca a calcio in una squadra femminile, attività che aiuterà il suo avvicinamento a Edizioni Panini, storica azienda editoriale celebre per le raccolte di figurine dei Calciatori.
Senhit ha iniziato la sua carriera musicale interpretando ruoli da protagonista in musical di successo come Il re Leone (2001/2002) realizzato dalla Walt Disney in Germania, gli svizzeri Hair (2002) e Fame (1999/2000) e l'importante lavoro tutto italiano di Massimo Ranieri Il grande Campione (2001/2002). La cantante ha collaborato con gli Stadio, con i quali ha avuto l'occasione di girare in tournée. Dopo tante esperienze in Europa è proprio con gli Stadio che Senhit si è fatta conoscere anche dal pubblico italiano.
Nel settembre 2005 ha firmato un contratto con la Panini Interactive, etichetta di proprietà delle Edizioni Panini di Modena; il contratto prevedeva la distribuzione in edicola del suo primo album Senit (suo primo nome d'arte), che ha la direzione artistica di Gaetano Curreri e Saverio Grandi. Nel disco è presente una cover di Dio è morto, scritto da Francesco Guccini e portato al successo dai Nomadi nel 1967.
Nel giugno 2007 è uscito il singolo La faccia che ho di Daniela Galli e Alessandro Magnanini, che ha anticipato l'uscita del secondo album Un tesoro è necessariamente nascosto prodotto e scritto da Maurizio Fabrizio, sempre per la Panini.
Nel 2009 è stato invece pubblicato il terzo album So High, con sette brani scritti da Michael Baker. Dall'album sono stati estratti tre singoli: Work Hard, No More e Party on the Dance Floor. Nello stesso anno partecipa al concerto benefico Amiche per l'Abruzzo.
Nel maggio 2010 vengono pubblicati in rete altri due singoli: Everytime e Andiamo.
Nel 2011 San Marino RTV l'ha scelta per rappresentare la piccola repubblica all'Eurovision Song Contest 2011 a Düsseldorf, presentandosi come Senit col brano Stand By. In seguito a ciò ha iniziato a promuovere il suo brano in vari paesi, dai Balcani al Caucaso, partecipando tra l'altro a due eventi di promozione dell'evento, l'Eurovision in Concert di Amsterdam e il London Eurovision Party, e animando con un concerto dal vivo la festa della delegazione del Titano a Düsseldorf. All'evento, Senhit si ferma al 16º posto della semifinale con 34 punti, non accedendo alla finale, penalizzata dal televoto che ha duramente controbilanciato il buon apprezzamento delle giurie.
Il 22 giugno 2011 viene pubblicata l'uptempo Through the Rain, singolo che segue la partecipazione della cantante all'Eurovision. Questo pezzo anticipa un nuovo album di inediti previsto per l'autunno del 2012.
Il 13 aprile 2013 pubblica sul suo sito ufficiale il videoclip del suo nuovo singolo, AOK.
Nel 2014, in occasione della pubblicazione del singolo Relations, sceglie come nuovo nome d'arte quello di battesimo, Senhit, col quale firma le incisioni per Sony Music Italia. È inoltre ospite in alcune puntate di Domenica Live su Canale 5.
Nel 2019 torna a cantare in italiano: il 4 aprile pubblica tramite le piattaforme di streaming il singolo Dark Room, con relativo videoclip diretto da Luca Tommassini; il 16 aprile tale brano si posiziona al primo posto della classifica iTunes. Un mese dopo, il 17 maggio, Dark Room viene anche messo in vendita online in formato vinile 45 giri in edizione limitata.
A settembre 2019 le strade di Milano, Roma e Bologna vengono invase da cartelloni riportanti la scritta "Un bel niente". Dopo qualche giorno, la cantante ha svelato si trattava del suo nuovo brano, dal titolo Un bel niente, secondo singolo in lingua italiana, reso disponibile dal 13 settembre 2019 in tutti gli store digitali. Un brano elettropop che assieme a Dark Room segna l'inizio di un nuovo percorso per la cantante italo-eritrea.
Il 10 dicembre 2019 pubblica tramite le piattaforme di streaming Heart Ache, la versione inglese di Dark Room, un singolo dal sound electro pop e un regalo a sorpresa per i fan internazionali della cantante italo eritrea.
Il 6 marzo 2020 San Marino RTV l'ha nuovamente selezionata internamente per rappresentare il Titano all'Eurovision Song Contest 2020. Il brano eurovisivo è stato scelto attraverso una votazione online sul sito internet della cantante fra le canzoni Freaky! e Obsessed; la prima ha vinto con il 51,6% dei voti. Tuttavia, il 18 marzo 2020 l'evento è stato cancellato a causa della pandemia di COVID-19. Il successivo 16 maggio la cantante è stata riconfermata come rappresentante sammarinese all'Eurovision Song Contest 2021. Il suo nuovo brano eurovisivo, Adrenalina, vede la partecipazione del rapper statunitense Flo Rida. Nel maggio 2021, dopo essersi qualificati dalla seconda semifinale, Senhit e Flo Rida si sono esibiti nella finale eurovisiva, la terza per il Titano, dove si sono piazzati al 22º posto su 26 partecipanti con 50 punti totalizzati.

## Discografia

### Album in studio
- 2006 – Senit
- 2007 – Un tesoro è necessariamente nascosto
- 2009 – So High
- 2024 – Dangerous

### EP
- 2017 – Hey Buddy

### Singoli
- 2005 – La mia città è cambiata
- 2005 – La cosa giusta
- 2005 – In mio potere
- 2007 – La faccia che ho
- 2007 – Io non dormo
- 2009 – Work Hard
- 2009 – No More
- 2010 – Party on the Dance Floor
- 2010 – Everytime
- 2010 – Andiamo
- 2011 – Stand By
- 2011 – Through the Rain
- 2014 – Relations
- 2014 – Don't Call Me
- 2014 – Rock Me Up
- 2015 – Living for the Weekend (con Marracash)
- 2019 – Dark Room
- 2019 – Un Bel Niente
- 2019 – Heart Ache
- 2020 – Obsessed
- 2020 – Freaky!
- 2020 – Breathe
- 2021 – Adrenalina
- 2022 – Try to Love You
- 2023 – Pow
- 2023 - I am what i am
- 2024 - Colombia